# 1566 Icarus
1566 Icarus (/[invalid input: 'icon']ˈɪkərəs/ IK-ə-rəs) là một tiểu hành tinh Apollo có cận điểm quỹ đạo gần Mặt Trời hơn Sao Thủy.